# 不 (薩莎·皮特絲歌曲)
《不》（英語："No"，风格化为）是南非裔美国歌手萨莎·皮特丝的一首歌曲，是萨莎的第四只单曲，于2013年12月10日发行。
《不》是一首节奏欢快、带有摇滚影响的乡村音乐歌曲。

## 背景和发行
《不》于萨莎其他三首歌曲《This Country Is Bad Ass》、《R.P.M.》和《I Can't Fix You》之后发行。《不》于2013年12月10日发行。发行后歌曲的制作人丹·富兰克林便开始逗弄歌曲的视频。

## 曲目列表
- 数字下载[2]

1. "No" – 3:28